# Dion chante Plamondon
Dion chante Plamondon (en. Dion sings Plamondon, pl. Dion śpiewa Plamondona) jest albumem kanadyjskiej piosenkarki Céline Dion wydanym 14 listopada 1991. To jej 15 album francuskojęzyczny album i 16 jeśli zaliczyć również anglojęzyczne krążki. W Europie album został wydany pod inną nazwą – Des mots qui sonnent (en. Words That Sound, pl. Słowa, które brzmią).

## Informacje o albumie
Na tym albumie Céline Dion interpretuje słowa Luca Plamondona, autora tekstów piosenek z francuskojęzycznej części. Krążek zawiera 4 nowe piosenki („Des mots qui sonnent”, „Je danse dans ma tête”, „Quelqu’un que j’aime, quelqu’un qui m’aime” i „L’amour existe encore”) oraz 8 coverów (głównie z musicalu Starmania: „Le monde est stone”, „Le blues du businessman”, „Un garçon pas comme les autres (Ziggy)” i „Les uns contre les autres”). „Le monde est stone” i „Ziggy” oryginalnie zostały nagrane przez Fabienne Thibeault, a „Le blues du businessman” przez Claude Dubois. Thibeault i Dubois śpiewali również „Les uns contre les autres”. Inne covery to „Le fils de Superman” Martina St-Clair, „Oxygène” i „J'ai besoin d'un chum” Diane Dufresne oraz „Piaf chanterait du rock” Marie Carmen.
Początkowo album wydano w Kanadzie (listopad 1991) i Francji (kwiecień 1992). W 1994 roku Dion chante Plamondon został wydany również w reszcie świata i tym samym stał się pierwszym francuskojęzycznym albumem Dion dostępnym nie tylko w Kanadzie i Francji. Krążek sprzedał się w nakładzie 1,5 miliona kopii i został wydany z czterema różnymi okładkami.

## 1991-92 w Kanadzie
W Kanadzie nie wydano żadnych komercyjnych singli z albumu jednak 5 piosenek trafiło do rozgłośni radiowych. Sony Music Entertainment zdecydowała się wydać dwa single w tym samym czasie w październiku 1991 roku: „Des mots qui sonnent” (doszedł do 10 miejsca) i „L’amour existe encore” (doszedł do 16 miejsca). W lutym 1992 wydano kolejny singiel radiowy „Je danse dans ma tête” (doszedł do 3 miejsca), który wygrał nagrodę MuchMusic Award za najlepszy teledysk Adult Contemporary. „Quelqu’un que j’aime, quelqu’un qui m’aime” został wybrany w lipcu 1992 roku na następny singiel i stał się hitem dochodząc do 1 miejsca na liście najczęściej granych utworów w stacjach radiowych. Piątym i ostatnim singlem była piosenka „Un garçon pas comme les autres (Ziggy)”. Album odniósł duży sukces w Kanadzie, gdzie mimo że doszedł jedynie do 57 miejsca na liście najchętniej kupowanych albumów sprzedał się w nakładzie ponad 200,000 kopii za co został certyfikowany podwójną platyną. Dion chante Plamondon otrzymał Juno Award i Felix Award (obie nagrody w kategorii Best Selling Album).

## 1992-94 we Francji
We Francji album został wydany pod nazwą Des mots qui sonnent i był promowany piosenką „Je danse dans ma tête”, która została wydana jako pierwszy komercyjny singiel w kwietniu 1992. Niestety, zarówno singiel, jak i sam album okazały się fiaskiem. Wszystko zmieniło się kiedy wydano drugi singiel - „Un garçon pas comme les autres (Ziggy)”. Piosenka stała się wielkim przebojem, doszła do 2 miejsca na liście sprzedaży singli i pokryła się złotem za sprzedaż 365,000 kopii. Anglojęzyczna wersja piosenki została użyta jako B-side do singla i pojawiła się na kompilacji Tycoon. Dzięki sukcesowi „Ziggy” Des mots qui sonnent pojawił się we wrześniu 1993 roku na liście najlepiej sprzedających się albumów we Francji. W styczniu 1994 roku Sony Music Entertainment wydała trzeci i ostatni komercyjny singiel we Francji - „L’amour existe encore”, który doszedł do 31 miejsca na liście sprzedaży singli. Des mots qui sonnent doszedł we Francji do 4 miejsca na liście sprzedaży albumów i pokrył się podwójną platyną za sprzedaż 600,000 kopii.

## 1994 na świecie
W 1994 album został wydany w innych państwach świata lecz nie promowały go żadne single. Jedynie singiel Dion z 1994 Think Twice zawierał jako B-side'y dwie piosenki z Dion chante Plamondon: „L’amour existe encore” i „Le monde est stone”.

## Lista utworów
| #   | Tytuł                                        | Autorzy                               | Czas trwania |
| --- | -------------------------------------------- | ------------------------------------- | ------------ |
| 1.  | „Des mots qui sonnent”                       | Luc Plamondon, Aldo Nova, Marty Simon | 3:56         |
| 2.  | „Le monde est stone”                         | Luc Plamondon, Michel Berger          | 3:40         |
| 3.  | „J'ai besoin d'un chum”                      | Luc Plamondon, François Cousineau     | 4:04         |
| 4.  | „Le fils de Superman”                        | Luc Plamondon, Germain Gauthier       | 4:35         |
| 5.  | „Je danse dans ma tête”                      | Luc Plamondon, Romano Musumarra       | 4:14         |
| 6.  | „Le blues du businessman”                    | Luc Plamondon, Michel Berger          | 4:30         |
| 7.  | „Piaf chanterait du rock”                    | Luc Plamondon, Germain Gauthier       | 3:23         |
| 8.  | „Un garçon pas comme les autres (Ziggy)”     | Luc Plamondon, Michel Berger          | 2:58         |
| 9.  | „Quelqu’un que j’aime, quelqu’un qui m’aime” | Luc Plamondon, Erown                  | 3:40         |
| 10. | „Les uns contre les autres”                  | Luc Plamondon, Michel Berger          | 3:10         |
| 11. | „Oxygène”                                    | Luc Plamondon, Germain Gauthier       | 6:00         |
| 12. | „L’amour existe encore”                      | Luc Plamondon, Richard Cocciante      | 3:50         |

## Single
| #  | Singiel                                      | Data wydania         |
| -- | -------------------------------------------- | -------------------- |
| 1. | „Des mots qui sonnent”                       | 14 października 1991 |
| 2. | „L’amour existe encore”                      | 14 października 1991 |
| 3. | „Je danse dans ma tête”                      | 3 lutego 1992        |
| 4. | „Quelqu’un que j’aime, quelqu’un qui m’aime” | 6 lipca 1992         |
| 5. | „Un garçon pas comme les autres (Ziggy)”     | 28 czerwca 1993      |

## Pozycje, certyfikaty i sprzedaż
| Kraj                           | Pozycja | Certyfikacja | Sprzedaż  |
| ------------------------------ | ------- | ------------ | --------- |
| Belgia Wallonia - Albums Chart | 17      | -            | -         |
| Kanada - Albums Chart          | 57      | 2x platinum  | 225,000   |
| Francja - Albums Chart         | 4(3)    | 2x platinum  | 600,000   |
| USA - Billboard 200            | -       | -            | 110,000   |
| =                              |         |              |           |
| Świat                          | -       | -            | 1,500,000 |

## Nagrody
| Rok  | Nagroda                | Kategoria                                                            |
| ---- | ---------------------- | -------------------------------------------------------------------- |
| 1992 | Nagrody Juno           | Wokalistka Roku                                                      |
| 1992 | Félix Awards           | Album Roku - Dion chante Plamondon                                   |
| 1992 | Félix Awards           | Artysta z Quebec z największym sukcesem w języku innym niż francuski |
| 1992 | MuchMusic Video Awards | Najlepszy Teledysk Adult Contemporary – „Je danse dans ma tête”      |
| 1993 | Nagrody Juno           | Najlepszy Album Francuskojęzyczny Roku – Dion chante Plamondon       |